# Поромпат
Поромпат (англ. Porompat) — містечко у Північно-Східній Індії, адміністративний центр округу Східний Імпхал індійського штату Маніпур.

## Економіка
Економіка Поромпата, як і в цілому по округу, заснована на сільському господарстві. Вирощування рису, картоплі, овочів, а також товарних культур, таких як цукрова тростина, кукурудза, бобові, олійні насіння, перець чилі, лук, імбир, куркума та коріандр, є основними джерелами доходу для місцевих жителів. Також у районі розвиваються садівництво та вирощування фруктів, зокрема ананасів, бананів, лимонів і папаї.

## Географія
Розташований у центральній частині штату, на схід від столиці — Імпхала.

### Клімат
Містечко знаходиться у зоні, котра характеризується вологим субтропічним кліматом. Найтепліший місяць — липень із середньою температурою 23.3 °C (73.9 °F). Найхолодніший місяць — січень, із середньою температурою 14.1 °С (57.3 °F).
| Клімат Поромпата        | Клімат Поромпата | Клімат Поромпата | Клімат Поромпата | Клімат Поромпата | Клімат Поромпата | Клімат Поромпата | Клімат Поромпата | Клімат Поромпата | Клімат Поромпата | Клімат Поромпата | Клімат Поромпата | Клімат Поромпата | Клімат Поромпата |
| Показник                | Січ.             | Лют.             | Бер.             | Квіт.            | Трав.            | Черв.            | Лип.             | Серп.            | Вер.             | Жовт.            | Лист.            | Груд.            | Рік              |
| Середній максимум, °C   | 20,3             | 21,8             | 25,4             | 26,6             | 26,7             | 26               | 26,2             | 26,1             | 26,6             | 25,8             | 23,4             | 20,9             | 24,7             |
| Середня температура, °C | 14               | 15,5             | 19,4             | 21,4             | 22,4             | 22,9             | 23,3             | 23,1             | 23,3             | 21,8             | 18,5             | 15,3             | 20,1             |
| Середній мінімум, °C    | 7,8              | 9,3              | 13,3             | 16,2             | 18,1             | 19,8             | 20,4             | 20,1             | 20               | 17,9             | 13,6             | 9,7              | 15,5             |
| Норма опадів, мм        | 13.7             | 37.5             | 93.4             | 186              | 314.9            | 544.7            | 463.6            | 383.2            | 264.4            | 186.3            | 46.9             | 9.4              | 2543.9           |
| ----------------------- | ---------------- | ---------------- | ---------------- | ---------------- | ---------------- | ---------------- | ---------------- | ---------------- | ---------------- | ---------------- | ---------------- | ---------------- | ---------------- |
| Джерело: Weatherbase    |                  |                  |                  |                  |                  |                  |                  |                  |                  |                  |                  |                  |                  |